# Mark 60 Captor

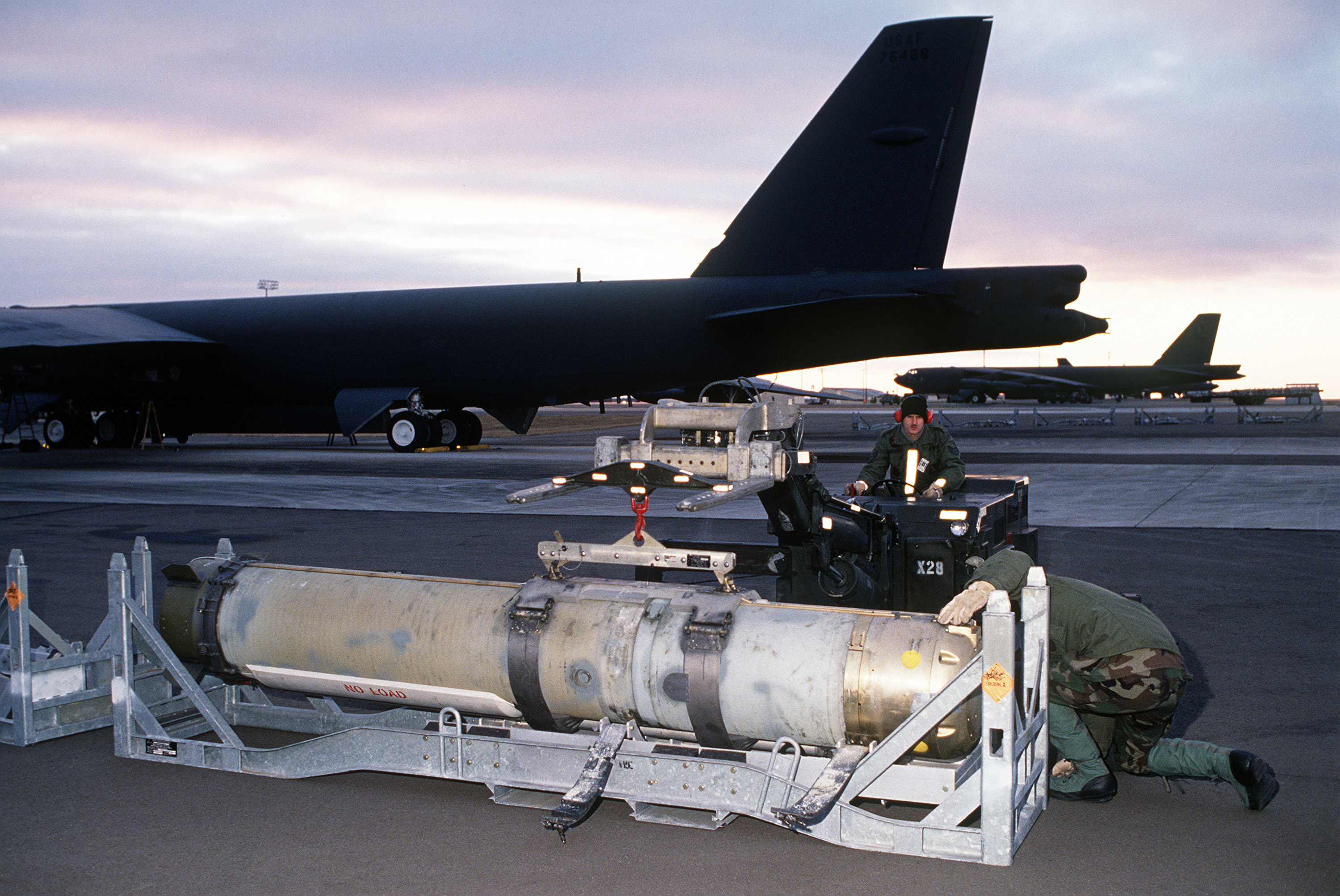
Mina preparada para ser lançada por um avião bombardeio B-52G.

Mark 60 Captor é uma mina naval norte-americana dotada de um sonar passivo e de um torpedo, ancorados no fundo do oceano. 

## Operacionalidade
Quando uma embarcação navega próxima da mina, o sonar identifica o objeto e dispara o torpedo em direção ao alvo. O sistema de detecção acústico identifica e ataca todos os submarinos que passem ao redor, ignorando embarcações de superfície e sinais acústicos identificados como "amigos". O Mark 60 Capto é hoje o único sistema de minas de grande profundidade usados pela marinha norte-americana, e pode ser instalado por navios, submarinos ou aviões.
O armamento foi desenvolvido em 1979 pela Naval Ordnance Laboratory em Panama City (Flórida).